# Oreilla
Oreilla  (en catalan Orellà) est une commune française, située dans le centre du département des Pyrénées-Orientales en région Occitanie. Sur le plan historique et culturel, la commune est dans le pays de Conflent, correspondant à l'ensemble des vallées pyrénéennes qui « confluent » avec le lit creusé par la Têt entre Mont-Louis et Rodès.
Exposée à un climat océanique altéré, elle est drainée par la rivière de Cabrils, la ribera d'Èvol, la rivière de Poujols et par divers autres petits cours d'eau. Incluse dans le parc naturel régional des Pyrénées catalanes, la commune possède un patrimoine naturel remarquable : deux sites Natura 2000 (le « massif du Madres-Coronat » et le « massif de Madres-Coronat ») et trois zones naturelles d'intérêt écologique, faunistique et floristique.
Oreilla est une commune rurale qui compte 27 habitants en 2022, après avoir connu un pic de population de 228 habitants en 1851. Elle fait partie de l'aire d'attraction de Prades. Ses habitants sont appelés les Oreillanais ou  Oreillanaises.

## Géographie

### Localisation

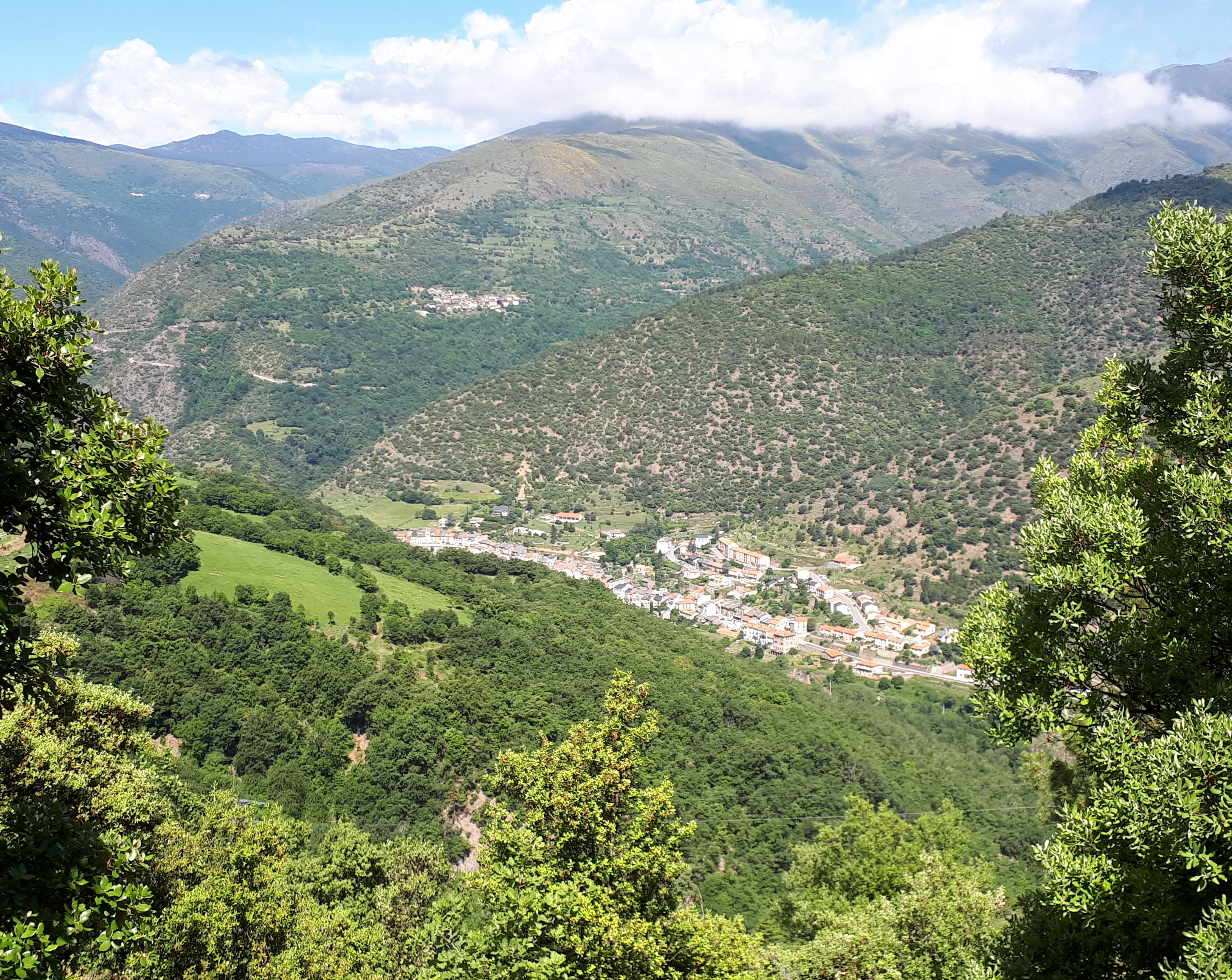
Le village est situé au-dessus d'Olette (en bas), sur un versant de la vallée de l'Evol.

La commune d'Oreilla se trouve dans le département des Pyrénées-Orientales, en région Occitanie.
Elle se situe à 55 km à vol d'oiseau de Perpignan, préfecture du département, et à 15 km de Prades, sous-préfecture.
Les communes les plus proches sont : 
Olette (1,4 km), Souanyas (2,3 km), Canaveilles (2,6 km), Nyer (3,4 km), Jujols (3,6 km), Thuès-Entre-Valls (4,6 km), Escaro (5,6 km), Serdinya (5,6 km).
Sur le plan historique et culturel, Oreilla fait partie de la région de Conflent, héritière de l'ancien comté de Conflent et de la viguerie de Conflent. Ce pays correspond à l'ensemble des vallées pyrénéennes qui « confluent » avec le lit creusé par la Têt entre Mont-Louis, porte de la Cerdagne, et Rodès, aux abords de la plaine du Roussillon.

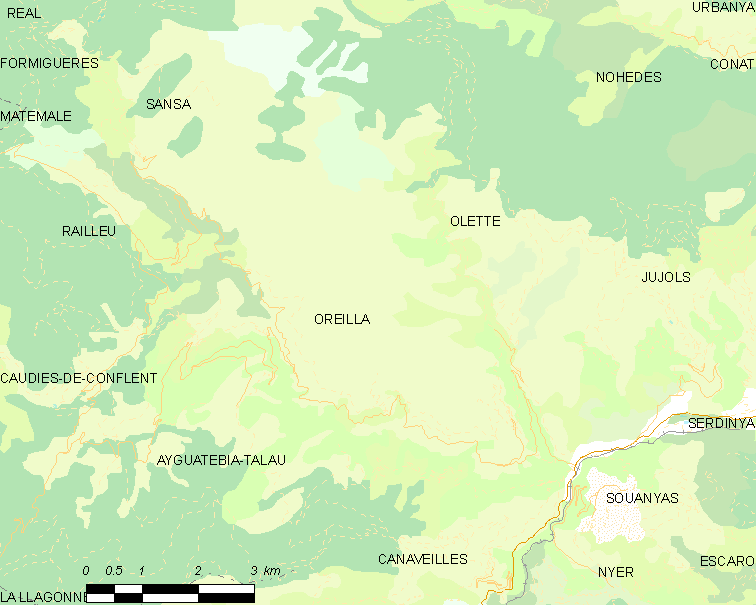
Situation de la commune.

| Railleu (sur 100 m) | Sansa                            |        |
| Ayguatébia-Talau    | Oreilla                          | Olette |
|                     | Canaveilles (par un quadripoint) |        |

### Géologie et relief
La commune est classée en zone de sismicité 4, correspondant à une sismicité moyenne.

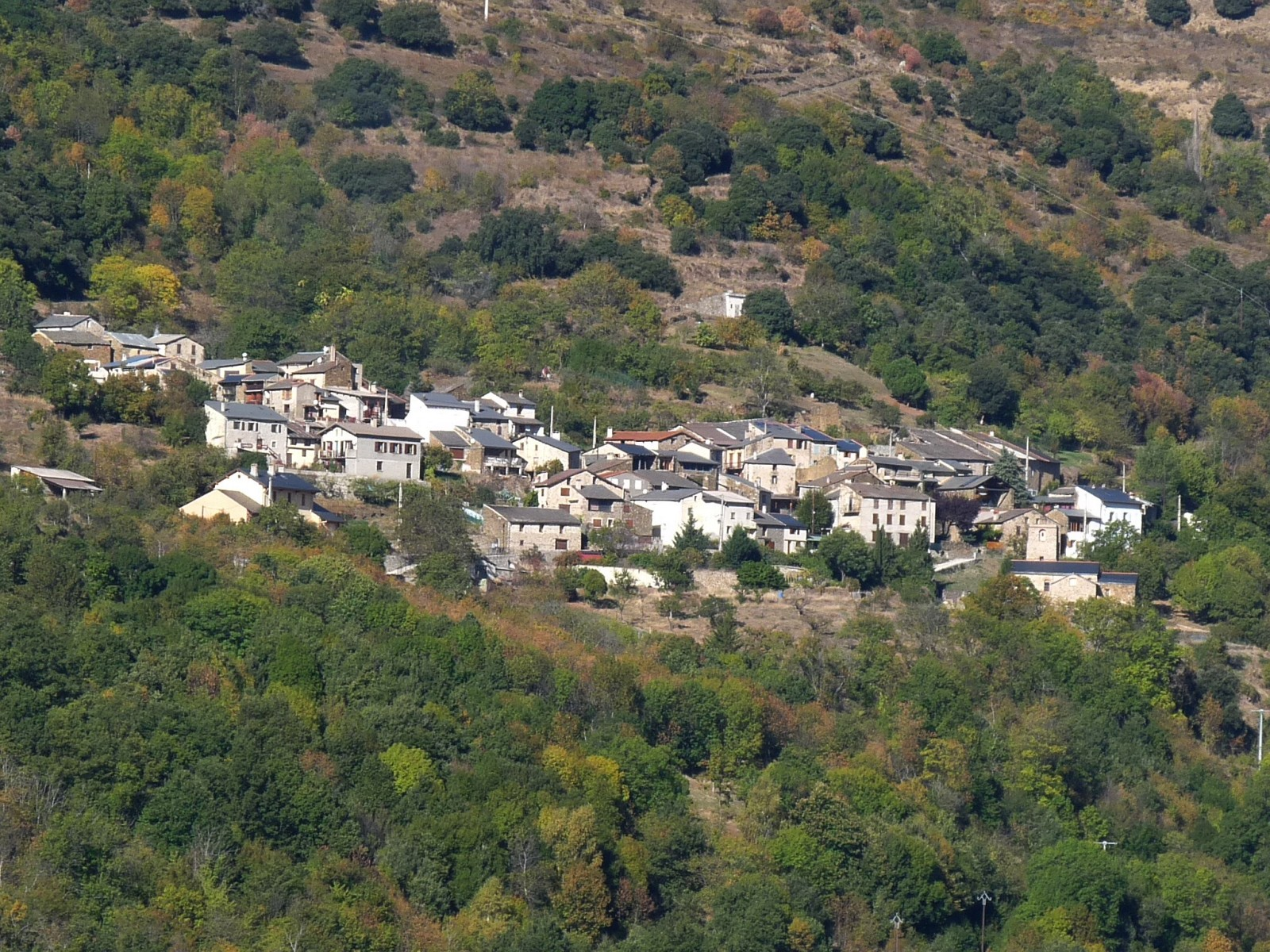
Vue d'Oreilla depuis Souanyas.

### Climat
Pour des articles plus généraux, voir Climat de l'Occitanie et Climat des Pyrénées-Orientales.
En 2010, le climat de la commune est de type climat océanique altéré, selon une étude du CNRS s'appuyant sur une série de données couvrant la période 1971-2000. En 2020, Météo-France publie une typologie des climats de la France métropolitaine dans laquelle la commune est exposée à un climat de montagne ou de marges de montagne et est dans la région climatique Pyrénées orientales, caractérisée par une faible pluviométrie, un très bon ensoleillement (2 600 h/an), un air sec, particulièrement en hiver et peu de brouillards.
Pour la période 1971-2000, la température annuelle moyenne est de 11,4 °C, avec une amplitude thermique annuelle de 14,3 °C. Le cumul annuel moyen de précipitations est de 949 mm, avec 6,2 jours de précipitations en janvier et 6,3 jours en juillet. Pour la période 1991-2020, la température moyenne annuelle observée sur la station météorologique la plus proche, située sur la commune de Formiguères à 14 km à vol d'oiseau, est de 7,6 °C et le cumul annuel moyen de précipitations est de 737,3 mm,. Pour l'avenir, les paramètres climatiques de la commune estimés pour 2050 selon différents scénarios d'émission de gaz à effet de serre sont consultables sur un site dédié publié par Météo-France en novembre 2022.

### Milieux naturels et biodiversité

#### Espaces protégés
La protection réglementaire est le mode d’intervention le plus fort pour préserver des espaces naturels remarquables et leur biodiversité associée,.
Un  espace protégé est présent sur la commune : 
le parc naturel régional des Pyrénées catalanes, créé en 2004 et d'une superficie de 139 062 ha, qui s'étend sur 66 communes du département. Ce territoire s'étage des fonds maraîchers et fruitiers des vallées de basse altitude aux plus hauts sommets des Pyrénées-Orientales en passant par les grands massifs de garrigue et de forêt méditerranéenne,.

#### Réseau Natura 2000

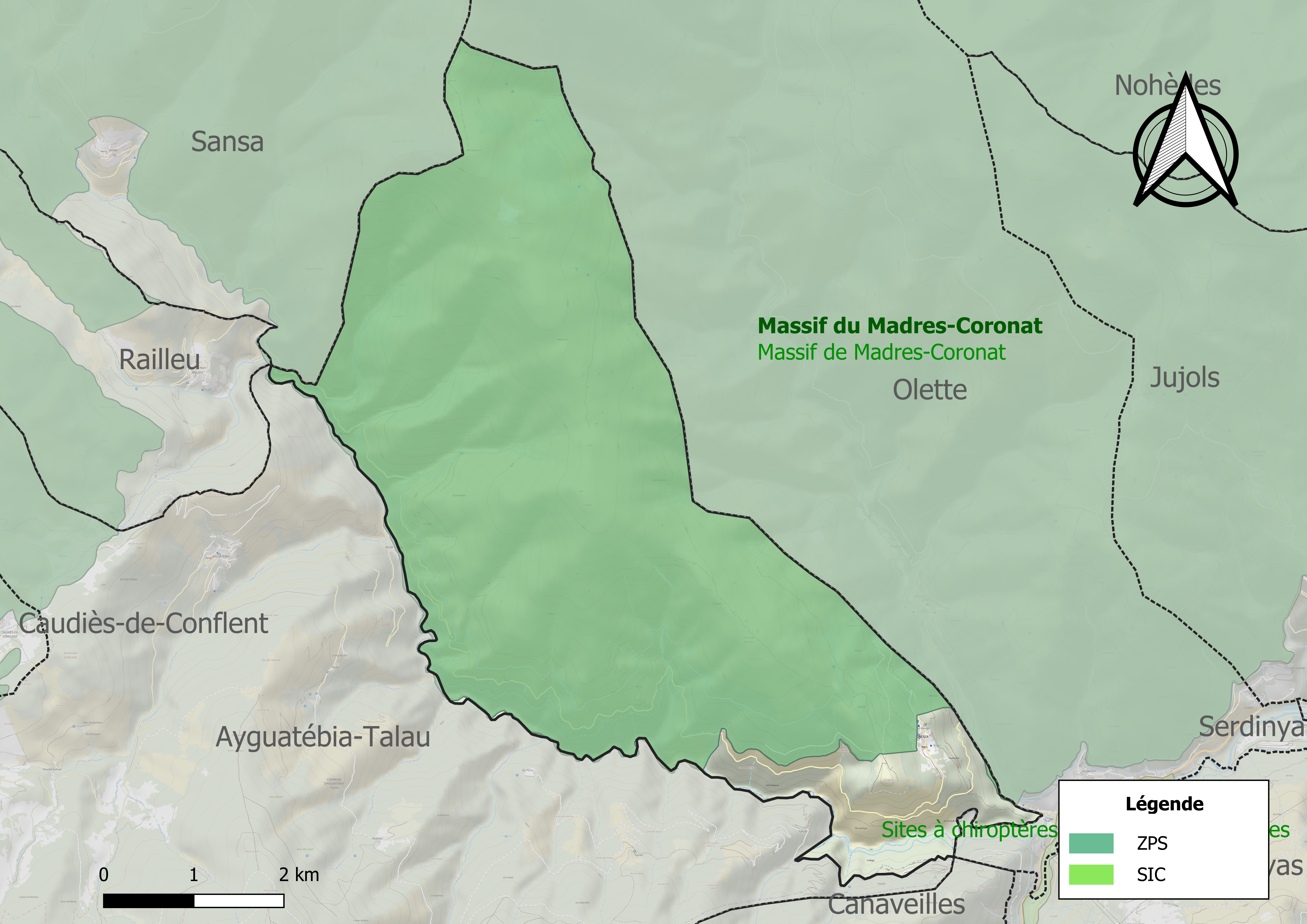
Site Natura 2000 sur le territoire communal.

Le réseau Natura 2000 est un réseau écologique européen de sites naturels d'intérêt écologique élaboré à partir des directives habitats et oiseaux, constitué de zones spéciales de conservation (ZSC) et de zones de protection spéciale (ZPS).
Un site Natura 2000 a été défini sur la commune au titre de la directive habitats.
- le « massif de Madres-Coronat », d'une superficie de 21 363 ha, offre une multitude de faciès de végétation avec aussi bien des garrigues supra-méditerranéennes, des pinèdes à Pin sylvestre ou à Pin à crochet, que des hêtraies pures ou des hêtraies-sapinières, des landes à Genêt purgatif ou à Rhododendron, ou encore des pelouses alpines[19] et  au titre de la directive oiseaux[18]
- le « massif du Madres-Coronat », d'une superficie de 21 396 ha, présente un fort intérêt écologique pour 17 espèces inscrites à l'annexe I de la directive oiseaux, dont le Gypaète barbu[20].

#### Zones naturelles d'intérêt écologique, faunistique et floristique
L’inventaire des zones naturelles d'intérêt écologique, faunistique et floristique (ZNIEFF) a pour objectif de réaliser une couverture des zones les plus intéressantes sur le plan écologique, essentiellement dans la perspective d’améliorer la connaissance du patrimoine naturel national et de fournir aux différents décideurs un outil d’aide à la prise en compte de l’environnement dans l’aménagement du territoire.
Deux ZNIEFF de type 1 sont recensées sur la commune :
« Llabanère, Lloumet et serre de Palme » (1 443 ha), couvrant 3 communes du département et 
les « Pics de la Pelade et d'Escoutou » (578 ha), couvrant 3 communes du département
et une ZNIEFF de type 2, : 
le « versant sud du massif du Madres » (27 267 ha), couvrant 27 communes du département.

Carte des ZNIEFF de type 1 et 2 à Oreilla.
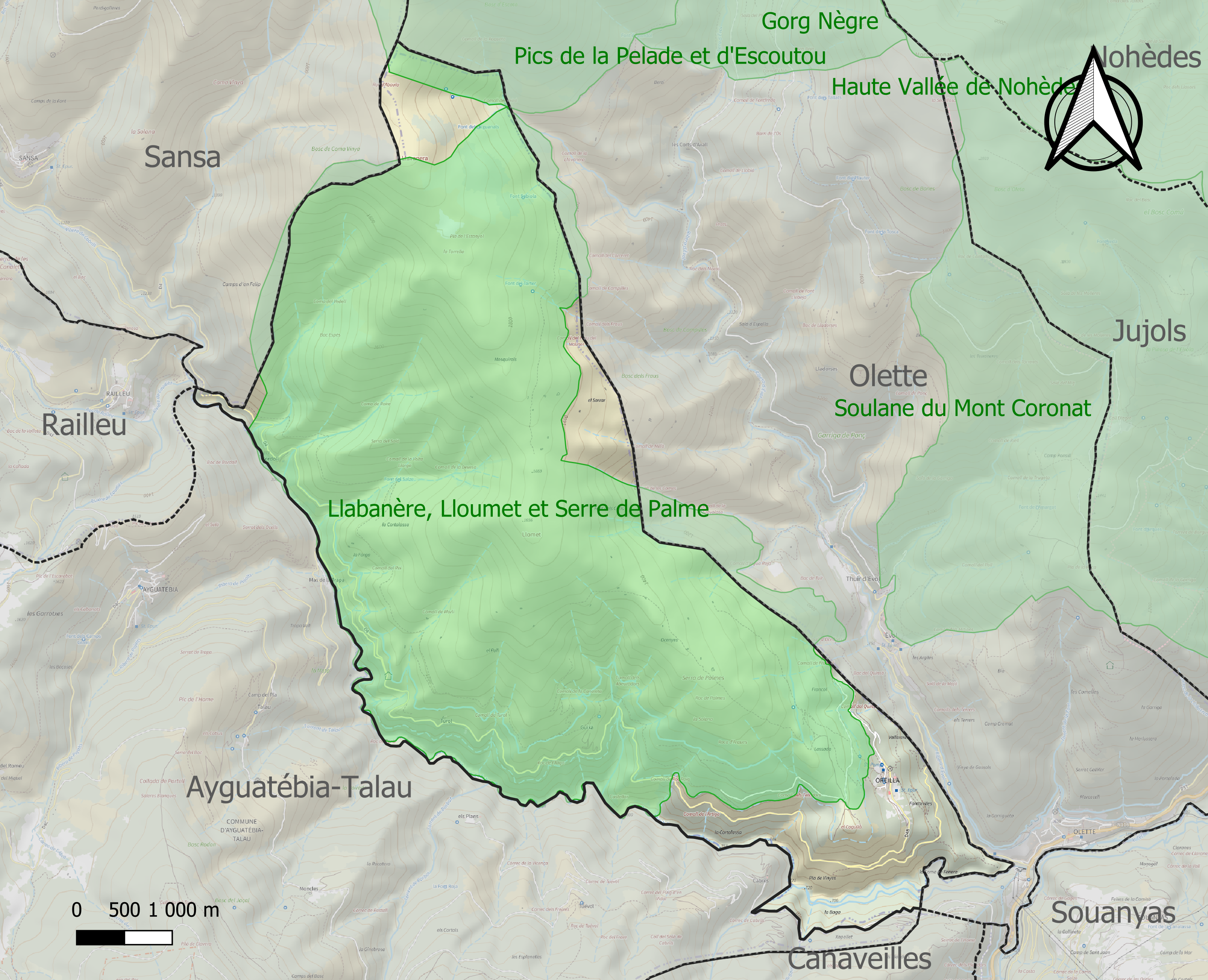
Carte des ZNIEFF de type 1 sur la commune.
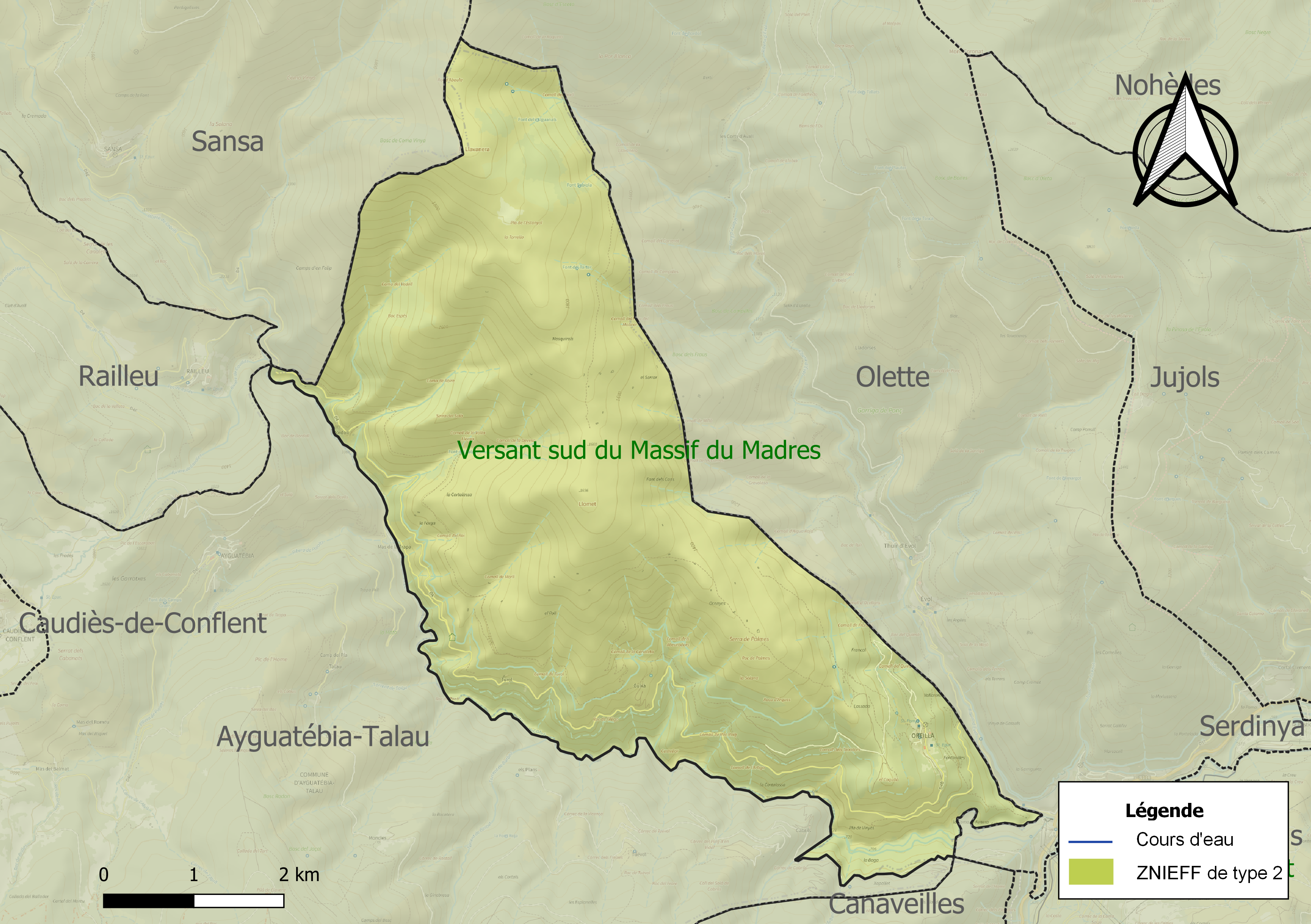
Carte de la ZNIEFF de type 2 sur la commune.

## Urbanisme

### Typologie
Au 1er janvier 2024, Oreilla est catégorisée commune rurale à habitat très dispersé, selon la nouvelle grille communale de densité à sept niveaux définie par l'Insee en 2022.
Elle est située hors unité urbaine. Par ailleurs la commune fait partie de l'aire d'attraction de Prades, dont elle est une commune de la couronne,. Cette aire, qui regroupe 26 communes, est catégorisée dans les aires de moins de 50 000 habitants,.

### Occupation des sols
L'occupation des sols de la commune, telle qu'elle ressort de la base de données européenne d’occupation biophysique des sols Corine Land Cover (CLC), est marquée par l'importance des forêts et milieux semi-naturels (100 % en 2018), une proportion identique à celle de 1990 (100 %). La répartition détaillée en 2018 est la suivante : 
milieux à végétation arbustive et/ou herbacée (93,3 %), forêts (6,7 %). L'évolution de l’occupation des sols de la commune et de ses infrastructures peut être observée sur les différentes représentations cartographiques du territoire : la carte de Cassini (XVIIIe siècle), la carte d'état-major (1820-1866) et les cartes ou photos aériennes de l'IGN pour la période actuelle (1950 à aujourd'hui).

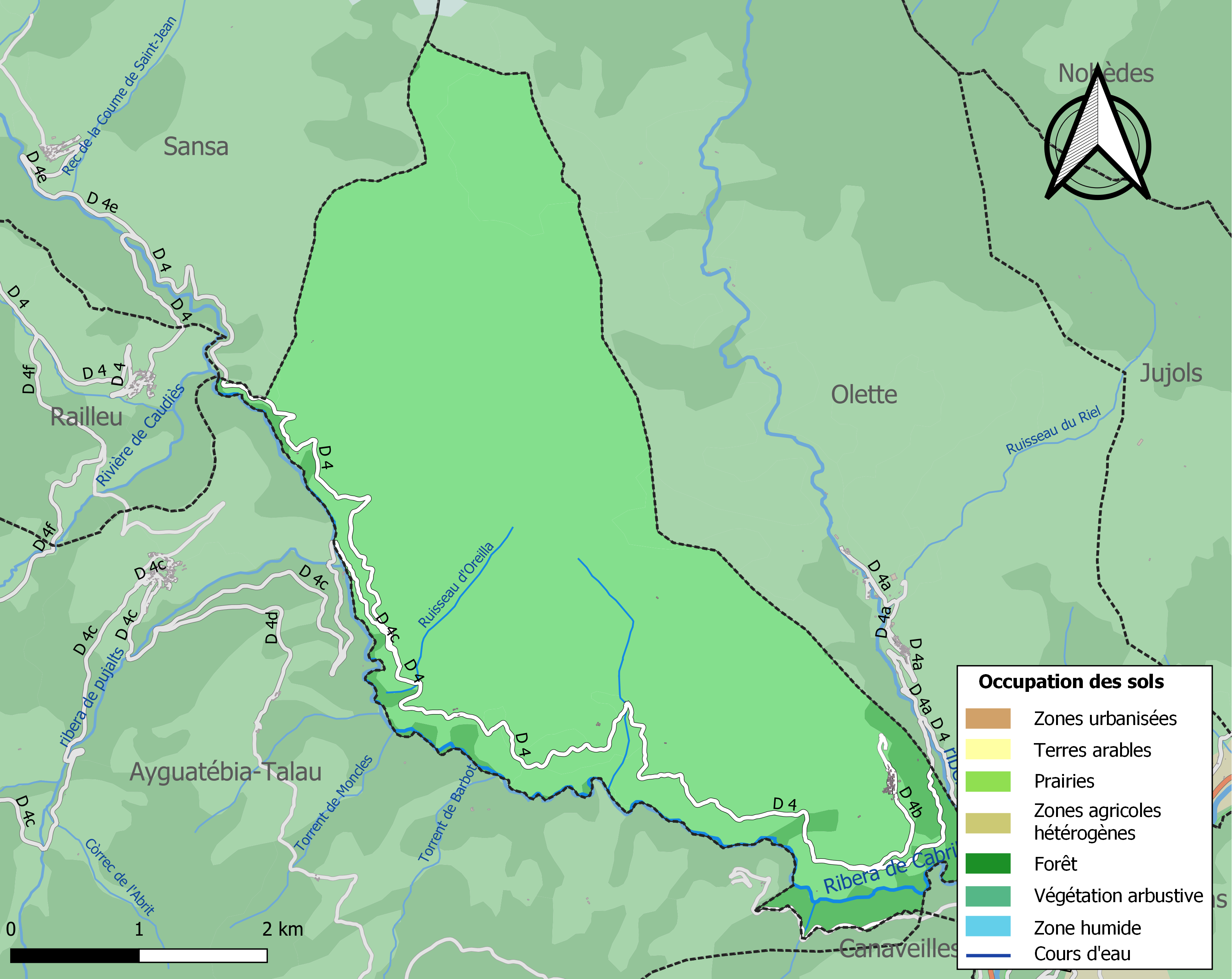
Carte des infrastructures et de l'occupation des sols de la commune en 2018 (CLC).

### Risques majeurs
Le territoire de la commune d'Oreilla est vulnérable à différents aléas naturels : inondations, climatiques (grand froid ou canicule), feux de forêts, mouvements de terrains et séisme (sismicité moyenne),.
Certaines parties du territoire communal sont susceptibles d’être affectées par le risque d’inondation par crue torrentielle de cours d'eau du bassin de la Têt.
Les mouvements de terrains susceptibles de se produire sur la commune sont soit des glissements de terrains, soit des chutes de blocs, soit des effondrements liés à des cavités souterraines.. L'inventaire national des cavités souterraines permet par ailleurs de localiser celles situées sur la commune

## Toponymie
En catalan, le nom de la commune est Orellà.

## Histoire
Durant la Première Guerre mondiale, trente-huit hommes d'Oreilla sont mobilisés, parmi lesquels dix-huit sont morts au combat. Ces morts représentent 13,04 % de la population totale, ce qui fait d'Oreilla la commune de France ayant payé le plus lourd tribut à la Grande guerre, relativement à sa population. La moyenne française est 3,53 % et se monte à environ 4 % dans le département des Pyrénées-Orientales.

## Politique et administration
À compter des élections départementales de 2015, la commune est incluse dans le nouveau canton des Pyrénées catalanes.

### Liste des maires

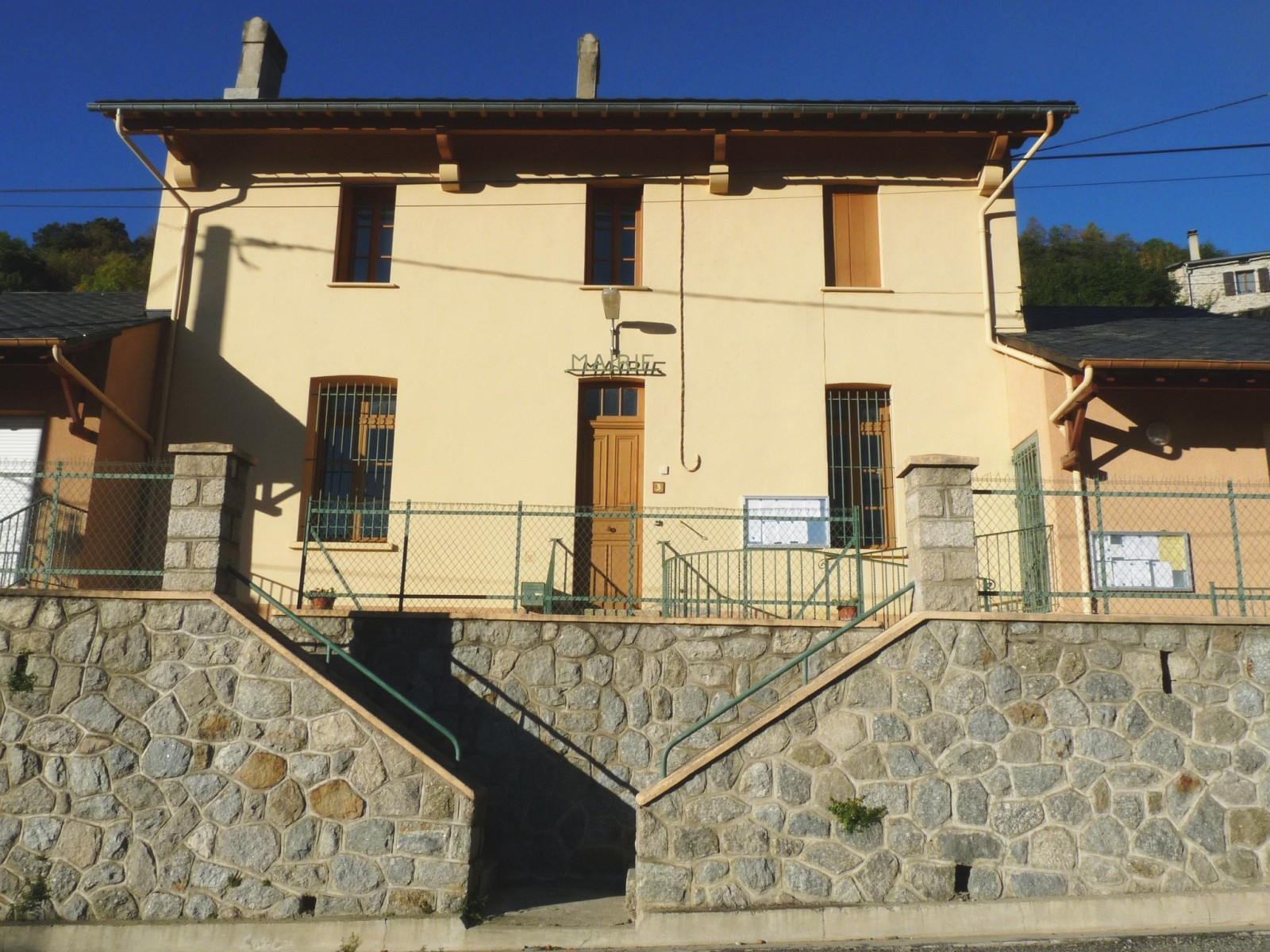
La mairie

| Période   | Période   | Identité           | Étiquette | Qualité |
| --------- | --------- | ------------------ | --------- | ------- |
|           |           |                    |           |         |
| mars 1983 | mars 1989 | François Bardie    |           |         |
| mars 1989 | mars 2001 | Pierre Estirac     |           |         |
| mars 2001 | mai 2020  | Sauveur Cristofol, |           |         |

## Population et société

### Démographie ancienne
La population est exprimée en nombre de feux (f) ou d'habitants (H).
| 1358 | 1365 | 1378 | 1424 | 1515 | 1553 | 1720 | 1767  | 1774 |
| ---- | ---- | ---- | ---- | ---- | ---- | ---- | ----- | ---- |
| 27 f | 22 f | 10 f | 4 f  | 6 f  | 7 f  | 20 f | 151 H | 25 f |

| 1789 | - | - | - | - | - | - | - | - |
| ---- | - | - | - | - | - | - | - | - |
| 30 f | - | - | - | - | - | - | - | - |

Note :
- 1358 : pour Oreilla, Bourdoull et Guicha 21 f et pour Celra 6 f ;
- 1774 : pour Oreilla, annexe d'Olette.

### Démographie contemporaine
L'évolution du nombre d'habitants est connue à travers les recensements de la population effectués dans la commune depuis 1793. Pour les communes de moins de 10 000 habitants, une enquête de recensement portant sur toute la population est réalisée tous les cinq ans, les populations de référence des années intermédiaires étant quant à elles estimées par interpolation ou extrapolation. Pour la commune, le premier recensement exhaustif entrant dans le cadre du nouveau dispositif a été réalisé en 2007.

En 2022, la commune comptait 27 habitants, en évolution de +35 % par rapport à 2016 (Pyrénées-Orientales : +3,92 %, France hors Mayotte : +2,11 %).
| 1793 | 1800 | 1806 | 1821 | 1831 | 1836 | 1841 | 1846 | 1851 |
| ---- | ---- | ---- | ---- | ---- | ---- | ---- | ---- | ---- |
| 183  | 161  | 172  | 176  | 217  | 212  | 222  | 223  | 228  |

| 1856 | 1861 | 1866 | 1872 | 1876 | 1881 | 1886 | 1891 | 1896 |
| ---- | ---- | ---- | ---- | ---- | ---- | ---- | ---- | ---- |
| 216  | 215  | 200  | 216  | 199  | 218  | 202  | 204  | 190  |

| 1901 | 1906 | 1911 | 1921 | 1926 | 1931 | 1936 | 1946 | 1954 |
| ---- | ---- | ---- | ---- | ---- | ---- | ---- | ---- | ---- |
| 167  | 169  | 138  | 136  | 113  | 92   | 85   | 71   | 67   |

| 1962 | 1968 | 1975 | 1982 | 1990 | 1999 | 2006 | 2007 | 2012 |
| ---- | ---- | ---- | ---- | ---- | ---- | ---- | ---- | ---- |
| 50   | 39   | 30   | 25   | 27   | 15   | 15   | 15   | 13   |

| 2017 | 2022 | - | - | - | - | - | - | - |
| ---- | ---- | - | - | - | - | - | - | - |
| 23   | 27   | - | - | - | - | - | - | - |

| selon la population municipale des années : | 1968 | 1975 | 1982 | 1990 | 1999 | 2006 | 2009 | 2013 |
| Rang de la commune dans le département      | 211  | 204  | 203  | 217  | 221  | 224  | 225  | 226  |
| Nombre de communes du département           | 232  | 217  | 220  | 225  | 226  | 226  | 226  | 226  |

### Manifestations culturelles et festivités
- Fête patronale : 15 août[43].

## Économie

### Emploi
|                | 2008   | 2013   | 2018   |
| -------------- | ------ | ------ | ------ |
| Commune        | 14,3 % | 0 %    | 0 %    |
| Département    | 10,3 % | 12,9 % | 13,3 % |
| France entière | 8,3 %  | 10 %   | 10 %   |

En 2018, la population âgée de 15 à 64 ans s'élève à 17 personnes, parmi lesquelles on compte 50 % d'actifs (50 % ayant un emploi et 0 % de chômeurs) et 50 % d'inactifs,. En  2018, le taux de chômage communal (au sens du recensement) des 15-64 ans est inférieur à celui de la France et du département, alors qu'en 2008 la situation était inverse.
La commune fait partie de la couronne de l'aire d'attraction de Prades, du fait qu'au moins 15 % des actifs travaillent dans le pôle,. Elle compte 7 emplois en 2018, contre 1 en 2013 et 1 en 2008. Le nombre d'actifs ayant un emploi résidant dans la commune est de 8, soit un indicateur de concentration d'emploi de 83,9 % et un taux d'activité parmi les 15 ans ou plus de 40 %.
Sur ces 8 actifs de 15 ans ou plus ayant un emploi, 1 travaillent dans la commune, soit 13 % des habitants. Pour se rendre au travail, la totalité des habitants utilise un véhicule personnel ou de fonction à quatre roues.

### Activités
Un seul établissement relevant d’une activité hors champ de l’agriculture est implanté  à Oreilla au 31 décembre 2019.
Aucune exploitation agricole ayant son siège dans la commune n'est recensée lors du recensement agricole de 2020 (quatre en 1988),.

## Culture locale et patrimoine

### Monument et lieux touristiques
- L'église paroissiale Sainte-Marie, église romane située au bourg.
- L'église Sainte-Cécile de Salra, autre église romane.
- Chapelle Sainte-Colombe de Bordoll.
- Église Saint-Just-et-Saint-Pasteur de Guixà.
- Chapelle Saint-Étienne d'Océnias.

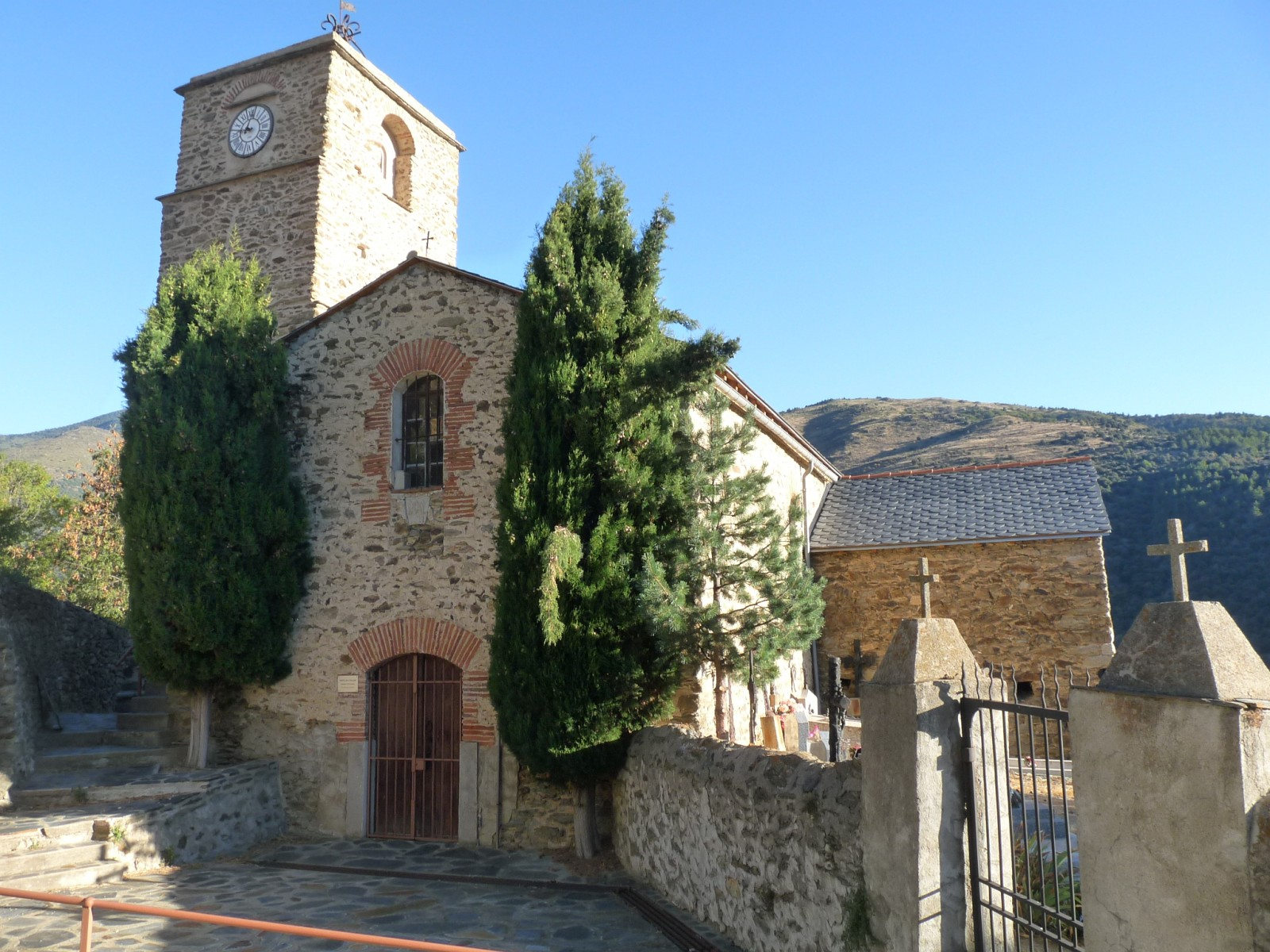
L'église d'Oreilla
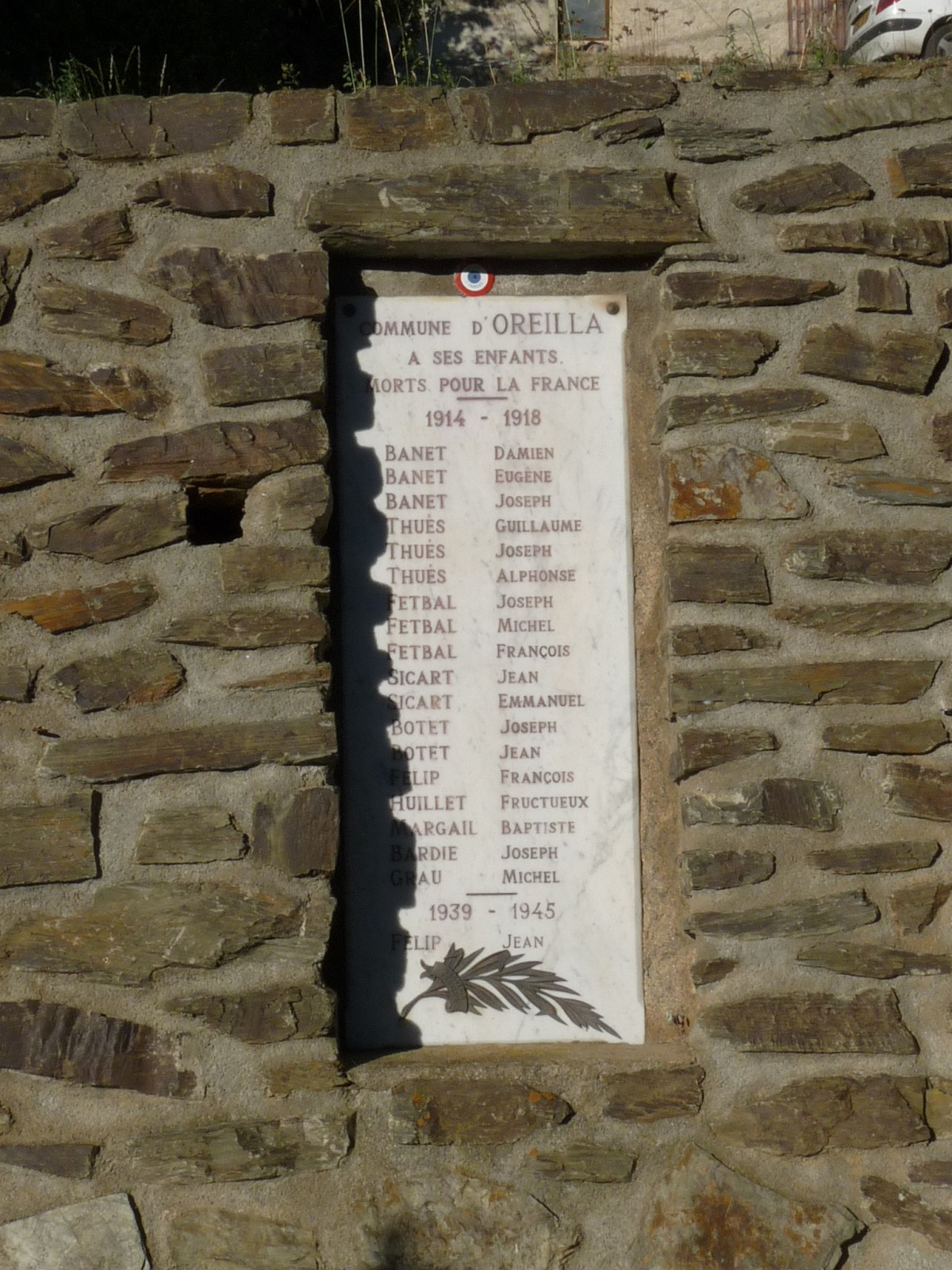
Le monument aux morts
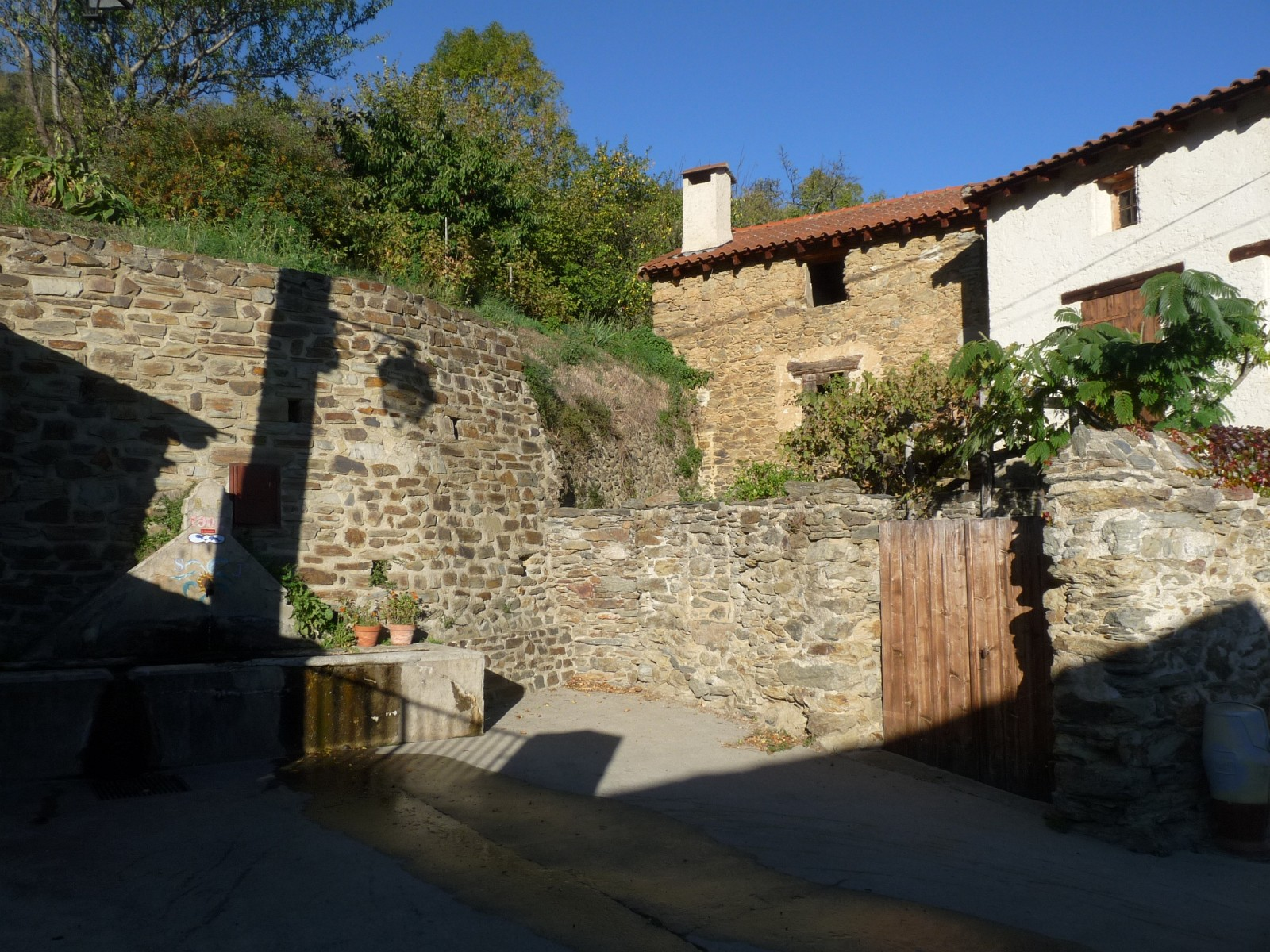
La fontaine
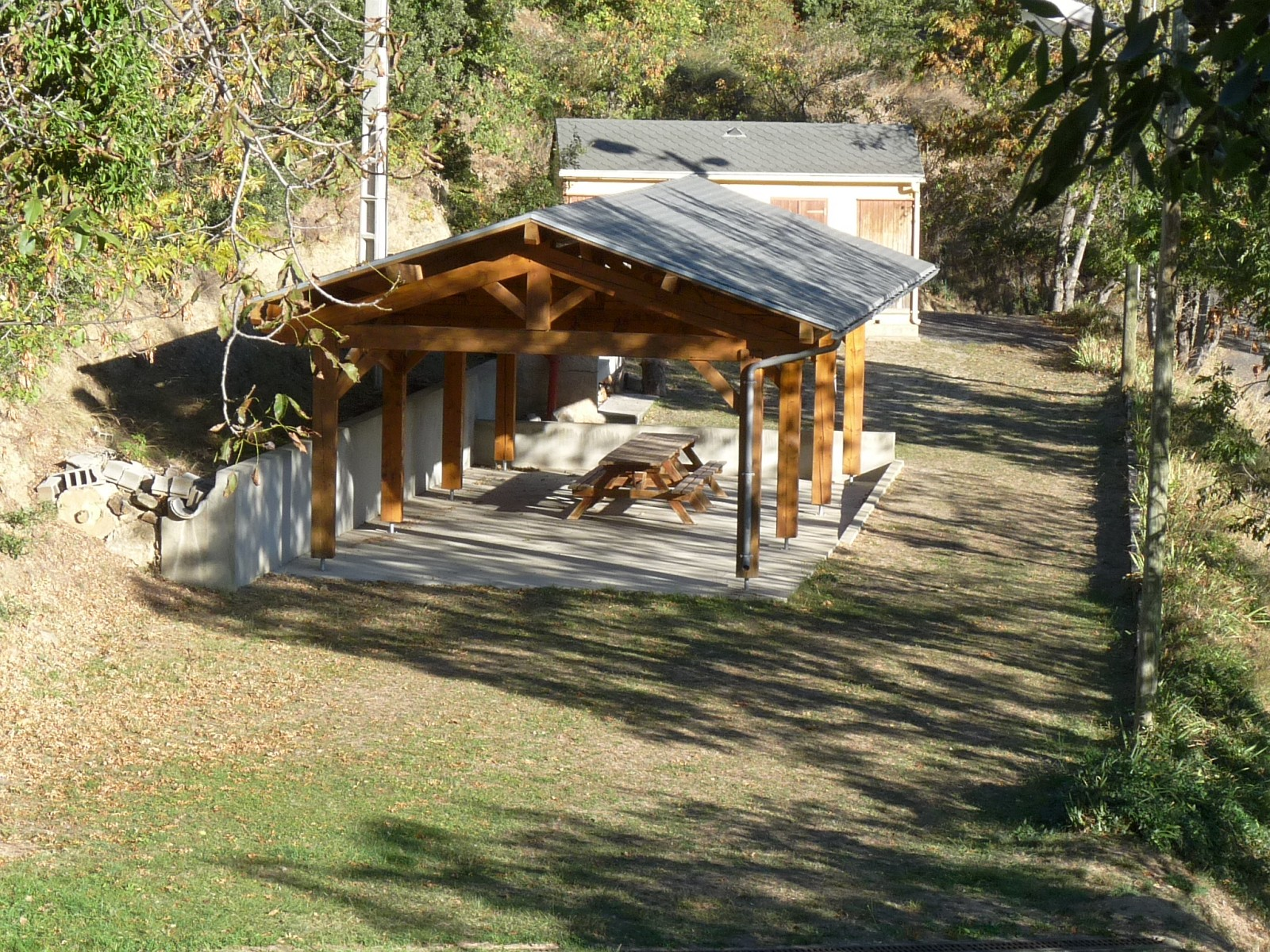
L'aire de loisirs

## Héraldique
| Blason de Oreilla | Blason  | Parti: au 1 d'azur à une rose des jardins tigée et feuillée d'argent, au 2 de sinople à un crosseron d'argent; le tout au chef d'or à quatre pals de gueules et à l'annelet d'argent brochant. |
| Blason de Oreilla | Détails | Sur les documents Mairie. Auteur(s)J.-F. Binon |